# Négy elfelejtett keringő
A Négy elfelejtett keringő (francia címén Quatre valses oubliées) Liszt Ferenc 1881 és 1884 között komponált zongoradarabjai. Műjegyzékszámuk S.215. Különböző időpontokban jelentek meg, és a két középső ajánlása Olga von Meyendorff bárónőnek szólt.

## A művek születése
Az idős, élete alkonyán járó Liszt komponálta ezeket a keringőket, amiket maga nevezett elfelejtettnek. A keringők előtt évekkel jelent meg Paul Verlaine Szöveg nélküli románcok című kötete, amely első részének alcíme Elfelejtett arietták. Elképzelhető, de biztosan nem tudni, hogy Liszt címválasztásában szerepet játszhatott ez is, de az tény, hogy 1880-ban írt egy Elfelejtett románc című, kiadatlan darabot, és az már valószínű, hogy a keringők címe innen származik.
„Már csak elfelejtett dolgaim vannak” – mondta szomorkásan Liszt egy 1885-ben tartott zongoraórán, amikor Marie Schnobel kisasszony a 3. Elfelejtett keringőt zongorázta. „Elfelejtett keringő, Románc stb. Legközelebb jön még egy Elfelejtett polka is”… – folytatta (August Göllerich, kedves tanítványa, zongoraművész, karmester jegyezte le a szavait). 1884-ben, ugyancsak Göllerich szerint, azt írta, hogy „csináltam még egy 4. Valse oubliée-t”. Ez a negyedik valóban annyira elfedett lett, hogy csak Liszt halála után évtizedekkel, 1954-ben adták ki (Theodore Presser Co.). A korábbiak közül az elsőt 1881-ben a Bote und Bock jelentette meg, majd 1884-ben a másodikat és a harmadikat (az elsővel együtt), ugyanaz a kiadó.
Liszt a második és a harmadik elfelejtett keringőt barátnőjének, Olga von Meyendorff bárónénak (1838–1926) ajánlotta. A korán megözvegyült hölgy Gorcsakova hercegnőként született, majd Felix Meyendorff báró (1834–1871) felesége lett. Négy fiuk született, a férj fiatalon elhunyt, s ezután a hölgy Weimarba költözött. Az özvegy művelt, intelligens, bár kissé erőszakos természetű volt, mindamellett jól zongorázott; támogatta Wagner és Liszt művészetét. Liszt szoros kapcsolatot ápolt vele, és gyakori leveleiben számolt be neki a dolgairól.

## A zene
A keringő az 1810-es évek közepe táján kezdett ismert társasági tánccá válni, ami – Bécsből kiindulva – egész Európában népszerűvé vált. A hangversenyéletbe Carl Maria von Weber révén került be, máig népszerű Felhívás keringőre című zongoradarabjával. Zeneszerzők sora írt ezután keringőket, a Straussok és Joseph Lanner a táncvalcert vitték világsikerre, míg Chopin és Liszt kezén alaposan átalakult a műfaj, a tánc jellegét gyakorlatilag elvesztő, érzelmeket, hangulatokat megjelenítő, virtuóz zongoratechnikát kívánó romantikus kompozíciókká váltak. Különösen átalakult ez a keringő Liszt kései műveiben: szemlélődést, szomorkás hangulatot, némi iróniát sugallnak, az „elfelejtett” jelző talán éppen bizonyos eltávolodásra utal, a „keringőséget” alig lehet felismerni bennük.
Valamennyi keringő 3/4-es ütemezésű, s ebben gyakorlatilag ki is merül a keringő hagyományhoz való kötődés. Mind Allegro, azaz (viszonylag) gyors darab, mind dúr hangnemben íródott.
1. elfelejtett keringő
Allegro, Fisz-dúr darab, amelyben Liszt az ismert keringő-karaktert mintegy „elszínezi”, ezzel fejezi ki az imént említett eltávolodást.
2. elfelejtett keringő
Allegro vivace, Asz-dúr. A második keringőben az elsőben érzékeltetett, a műfajtól való eltávolodás még erősebb. Kompozíciós sajátosságai annyira újító jellegűek, hogy saját korában senki nem értette meg. Liszt szomorú öngúnnyal reagált erre a fentebb említett zongoraórán: „Nos, a változatosság kedvéért foglalkozzunk valami ostobasággal is? Ezek a darabok elárulják, hogy a komponista nem végzett konzervatóriumot, hiszen fogalma sincs az összhangzattan szabályairól.”
3. elfelejtett keringő
Allegro non troppo, Desz-dúr–Fesz-dúr darab, amely a másodiknak „szelídebb” testvére, egy háromhangos skálatöredékre épül. A zongoraművészek ezt a keringőt játsszák a leggyakrabban.
4. elfelejtett keringő
Allegro, E-dúr. Liszt az első három darab megírása után befejezettnek gondolta az elfelejtett keringők sorozatát, ám rövidesen belekezdett egy újabba. A negyedik keringő mintegy tematikus rokonságban van a harmadikkal, mivel mindkettő hasonló, vagy talán azonos alapmotívumra épül.